# Уайт, Брайан (футболист)
Бра́йан Майкл Уа́йт (англ. Brian Michael White; 3 февраля 1996, Флемингтон, Нью-Джерси, США) — американский футболист, нападающий клуба «Ванкувер Уайткэпс» и сборной США.

## Карьера
В 2014—2017 годах Уайт обучался в Дьюкском университете и выступал за университетскую футбольную команду «Дьюк Блю Девилз». В Национальной ассоциации студенческого спорта сыграл 73 матча, забил 23 мяча и отдал 11 результативных передач. В сезоне 2016 был включён во вторую символическую сборную Конференции атлантического побережья. В сезоне 2017 был включён во вторую символическую сборную Конференции атлантического побережья и третью всеамериканскую символическую сборную.
В 2015 и 2017 годах Уайт также играл за команду «Нью-Йорк Ред Буллз U-23» в Премьер-лиге развития, где забил 21 гол в 25 матчах. По итогам сезона 2017, в котором помог команде завоевать титул победителя регулярного чемпионата, став лучшим бомбардиром лиги с 17 голами, был назван самым ценным игроком лиги.
19 января 2018 года на Супердрафте MLS Уайт был выбран в первом раунде под общим 16-м номером клубом «Нью-Йорк Ред Буллз». 15 марта 2018 года он подписал контракт с «Нью-Йорк Ред Буллз II», фарм-клубом «Нью-Йорк Ред Буллз» в USL. Его профессиональный дебют состоялся 17 марта в матче стартового тура сезона 2017 против «Торонто II». 24 марта в матче против «Атланты Юнайтед 2» он забил свой первый гол в профессиональной карьере. 31 марта забил гол с пенальти и отдал две голевые передачи в матче против «Чарлстон Бэттери». 14 апреля сделал дубль в матче против «Тампа-Бэй Раудис». 6 июня Уайт был взят в краткосрочную аренду первой командой «Нью-Йорк Ред Буллз» на матч четвёртого раунда Открытого кубка США 2018 против «Нью-Йорк Сити», но в матче остался незадействованным запасным. 4 августа Уайт подписал контракт MLS с «Нью-Йорк Ред Буллз», получив повышение в первую команду после того, как забил восемь голов и отдал пять голевых передач в 22 матчах за «Нью-Йорк Ред Буллз II». В MLS дебютировал 18 августа в матче против «Ванкувер Уайткэпс», выйдя на замену на 82-й минуте вместо Шона Дейвиса. 29 августа в матче против «Хьюстон Динамо» впервые вышел в стартовом составе «Нью-Йорк Ред Буллз» и забил свой первый гол в MLS. По ходу сезона 2019 стал игроком основного состава «Нью-Йорк Ред Буллз» из-за травмы Брэдли Райт-Филлипса, сыграв в 19 матчах и забив девять голов. 20 декабря 2019 года Уайт подписал новый контракт с «Нью-Йорк Ред Буллз». По итогам сезона 2020, в котором забил пять голов в регулярном чемпионате и один в плей-офф, Уайт был назван лучшим игроком атакующего плана «Нью-Йорк Ред Буллз».
2 июня 2021 года Уайт был продан в «Ванкувер Уайткэпс» за $400 тыс. в общих распределительных средствах. «Ред Буллз» также могут получить дополнительные $100 тыс. в общих распределительных средствах при условии достижения им определённых показателей. Свой дебют за «Уайткэпс», 18 июня в матче против «Реал Солт-Лейк», он отметил голом. 2 октября в матче против «Сан-Хосе Эртквейкс» оформил хет-трик, за что был назван игроком недели в MLS. 3 февраля 2022 года Уайт продлил контракт с «Ванкувер Уайткэпс» на четыре года, до конца сезона 2025, с опцией на сезон 2026.
5 января 2024 года Уайт был впервые вызван в сборную США, в ежегодный январский тренировочный лагерь. 20 января в товарищеском матче со сборной Словении, завершившем лагерь, он дебютировал за сборную США, выйдя в стартовом составе и отыграв 62 минуты.

## Достижения
Командные
 «Нью-Йорк Ред Буллз»
- Победитель регулярного чемпионата MLS: 2018

 «Ванкувер Уайткэпс»
- Победитель Первенства Канады: 2022, 2023, 2024

## Статистика выступлений

### Клубная статистика
| Выступление           | Выступление      | Выступление      | Лига | Лига | Плей-офф | Плей-офф | Кубок | Кубок | Континент | Континент | Итого | Итого |
| Клуб                  | Лига             | Сезон            | Игры | Голы | Игры     | Голы     | Игры  | Голы  | Игры      | Голы      | Игры  | Голы  |
| --------------------- | ---------------- | ---------------- | ---- | ---- | -------- | -------- | ----- | ----- | --------- | --------- | ----- | ----- |
| Нью-Йорк Ред Буллз II | USLC             | 2018             | 26   | 10   | —        | —        | —     | —     | —         | —         | 26    | 10    |
| Нью-Йорк Ред Буллз II | USLC             | 2019             | 2    | 1    | —        | —        | —     | —     | —         | —         | 2     | 1     |
| Нью-Йорк Ред Буллз II | Итого            | Итого            | 28   | 11   | —        | —        | —     | —     | —         | —         | 28    | 11    |
| Нью-Йорк Ред Буллз    | MLS              | 2018             | 5    | 1    | 1        | 0        | 0     | 0     | —         | —         | 6     | 1     |
| Нью-Йорк Ред Буллз    | MLS              | 2019             | 19   | 9    | 1        | 0        | 0     | 0     | 1         | 0         | 21    | 9     |
| Нью-Йорк Ред Буллз    | MLS              | 2020             | 18   | 5    | 1        | 1        | —     | —     | —         | —         | 19    | 6     |
| Нью-Йорк Ред Буллз    | MLS              | 2021             | 5    | 0    | —        | —        | —     | —     | —         | —         | 5     | 0     |
| Нью-Йорк Ред Буллз    | Итого            | Итого            | 47   | 15   | 3        | 1        | 0     | 0     | 1         | 0         | 51    | 16    |
| Ванкувер Уайткэпс     | MLS              | 2021             | 27   | 12   | 1        | 0        | 1     | 0     | —         | —         | 29    | 12    |
| Ванкувер Уайткэпс     | MLS              | 2022             | 26   | 4    | —        | —        | 3     | 3     | —         | —         | 29    | 7     |
| Ванкувер Уайткэпс     | MLS              | 2023             | 32   | 15   | 2        | 1        | 2     | 1     | 7         | 3         | 43    | 20    |
| Ванкувер Уайткэпс     | MLS              | 2024             | 4    | 1    | —        | —        | 0     | 0     | 2         | 0         | 6     | 1     |
| Ванкувер Уайткэпс     | Итого            | Итого            | 89   | 32   | 3        | 1        | 6     | 4     | 9         | 3         | 107   | 40    |
| Всего за карьеру      | Всего за карьеру | Всего за карьеру | 164  | 58   | 6        | 2        | 6     | 4     | 10        | 3         | 186   | 67    |

Источники: Transfermarkt, Soccerway, Football Database EU.

### Международная статистика
| Команда | Год   | Игры | Голы |
| ------- | ----- | ---- | ---- |
| США     |       |      |      |
| 2024    | 1     | 0    |      |
| Всего   | Всего | 1    | 0    |

Источник: National Football Teams.